# Блезон-Сен-Сюльпіс
Блезон-Сен-Сюльпіс (фр. Blaison-Saint-Sulpice) — муніципалітет у Франції, у регіоні Пеї-де-ла-Луар, департамент Мен і Луара. Блезон-Сен-Сюльпіс утворено 1 січня 2016 року шляхом злиття муніципалітетів Блезон-Гоє i Сен-Сюльпіс. Адміністративним центром муніципалітету є Блезон-Гоє. Населення — 1302 особи (01.01.2021).